# Cimadolmo
Cimadolmo település Olaszországban, Veneto régióban, Treviso megyében. Lakosainak száma 3368 fő (2023. január 1.). Cimadolmo Mareno di Piave, Maserada sul Piave, Ormelle, San Polo di Piave, Santa Lucia di Piave, Spresiano és Vazzola községekkel határos.

## Népesség
A település népességének változása:
| Lakosok száma | 3376 | 3420 | 3368 |
|               | 2017 | 2018 | 2023 |